# 拉戈阿-杜斯帕图斯
拉戈阿-杜斯帕图斯是巴西米纳斯吉拉斯州的一个市镇。总面积599.449平方公里，总人口4448人，人口密度7.4人/平方公里。